# Бычки (Дмитровский район)
Бычки́ — деревня в Дмитровском районе Орловской области. Административный центр Соломинского сельского поселения.

## География.
Расположена в 9 км к востоку от Дмитровска на ручье Бычке, притоке Общерицы. В деревне есть пруд, расположенный на этом ручье. Высота населённого пункта над уровнем моря — 231 м. Ближайшие населённые пункты — село Соломино и деревня Кузьминка. В 1,5 км к северу от деревни проходит автомобильная дорога 54К-9 «Кромы—Комаричи».

## История

### XVII—XVIII века.
Упоминается с 1-й половины XVII века среди селений Радогожского стана Комарицкой волости. По данным 1649 года деревня Бычки, состоявшая из 16 дворов, была приписана к Моревскому острогу. Местные жители могли укрываться в этой крепости во время нашествия крымских татар, а также должны были поддерживать её в обороноспособном состоянии. По переписи 1705 года в деревне было 45 дворов (в том числе 1 бобыльский), проживало 224 человека (в том числе 58 недорослей, 29 человек на военной службе). По переписи 1707 года в Бычках был 41 двор (40 «жительских» и 1 двор мельников), проживало 108 человек (в том числе 19 недорослей). Эти переписи учитывали только мужское население и домохозяек-вдов или незамужних. В то время деревня называлась Меньшие Бычки для отличия от села Бычки, также находившегося на территории Комарицкой волости (ныне в Дмитриевском районе Курской области).
По данным 1778 года деревней владели дворяне Трубецкие и Репнины. За Трубецкими в то время числилось 105 душ мужского пола, за Репниными — 266. С 1782 года в составе Дмитровского уезда. До отмены крепостного права Бычки были владельческой деревней. 

### XIX — начало XX века.
В 1853 году в Бычках было 78 дворов, проживал 1191 человек (580 мужского пола и 611 женского). В 1860 году крепостные деревни принадлежали двум помещикам: Екатерине Ивановне Чапкиной — 22 двора, в которых проживали 158 крестьян и 82 дворовых мужского пола (вместе с её владениями в соседней Кузьминке) и Евгению Алексеевичу Мосолову — 41 двор, в котором проживало 244 крестьянина и 1 дворовой мужского пола. В 1861—1923 годах Бычки входили в состав Соломинской волости Дмитровского уезда. В 1866 году в бывшей владельческой деревне Бычки было 77 дворов, проживало 1064 человека (528 мужского пола и 536 женского), действовали 5 маслобоен. В 1877 году в Бычках было уже 139 дворов, проживало 1194 человека, действовала школа. Население деревни было приписано к приходу храма Михаила Архангела соседнего села Соломино. В 1897 году в Бычках проживало 1098 человек (539 мужского пола и 559 женского); всё население исповедовало православие. По данным 1910 и 1916 годов в уездном земстве гласным от 1-го избирательного собрания был отставной штабс-ротмистр из Бычков Аникита Иванович Чапкин, он же — уездный предводитель дворянства.

### После 1917 года
В 1926 году в Бычках было 276 дворов, проживало 1326 человек (600 мужского пола и 726 женского), действовали школа 1-й ступени, пункт ликвидации неграмотности, красный уголок, кооперативное торговое заведение IV-го разряда. В то время деревня была административным центром Бычанского сельсовета Лубянской волости Дмитровского уезда. С 1928 года  в составе Дмитровского района. По состоянию на 1937 год деревня была разделена на 2 населённых пункта: Бычки 1-е (северная часть, 154 двора) и Бычки 2-е (южная часть, 100 дворов). Во время Великой Отечественной войны, с октября 1941 года по август 1943 года, деревня находилась в зоне немецко-фашистской оккупации. По состоянию на 1945 год в Бычках действовали 2 колхоза: «Молот» и «Озёра». В 1950 году они были объединены в один колхоз — имени Мичурина. 27 июля 1962 года кукурузные поля колхоза осмотрел Н. С. Хрущёв. 11 ноября 1963 года деревни 1-е Бычки и 2-е Бычки были объединены в одну. В конце 1970-х годов Бычки становятся административным центром Соломинского сельсовета.
В 1990-е годы бычковский колхоз имени Мичурина был преобразован в сельскохозяйственный производственный кооператив — СПК имени Мичурина, который был ликвидирован в 2008 году.

## Население
| 1853 | 1866  | 1877  | 1897  | 1926  | 1979 | 2002 |
| ---- | ----- | ----- | ----- | ----- | ---- | ---- |
| 1191 | ↘1056 | ↗1194 | ↘1098 | ↗1326 | ↘475 | ↘392 |
| 2010 |       |       |       |       |      |      |
| ↘275 |       |       |       |       |      |      |

## Образование
В начале XX века в деревне действовало начальное училище (земская школа), в котором преподавали, как правило, священнослужители из окрестных церквей. По данным 1906—1908 годов здесь учил детей священник Архангельского храма села Соломино Илья Никольский, отличавшийся особенной ревностью в преподавании. По описанию того же периода здание Бычанского училища было тесным и «особенно ветхим». Учебников было очень мало. Труд учителя оплачивался обществом крестьян в размере 35 рублей в год. В 1906—1907 учебном году школу посещало 80 учеников. По программе было пройдено всё, но усвоено учениками не твёрдо. Законоучителю И. Никольскому помогала в преподавании учительница Пересветова, служившая здесь более 30 лет. 2 октября 1915 года на должность законоучителя Бычанской школы был назначен священник Дмитриевского храма села Морево Григорий Георгиевский, а 30 июля 1916 года — священник того же храма Евгений Надежин.
В настоящее время в деревне действует Бычанская основная школа. Количество учащихся — 22 человека (2011 год).

## Персоналии
- Кречетов, Андрей Дмитриевич (1914—1945) — участник Великой Отечественной войны, Герой Советского Союза.
- Павлюшин, Владимир Алексеевич (род. 1949) — учёный-биолог.